# 마정미 (가수)
마정미(1997년 ~)는 대한민국의 가수다. 2016년 심장이 뛰면 OST '사랑이 왔나봐요'로 데뷔했다.

## 방송
- 전국노래자랑 (2017) - 서울시 동대문구 편
- 히든싱어 5 (2018) - 홍진영 편 4위
- 내일은 미스트롯 (2019) - Top20(16위)

## 음반
- 심장이 뛰면 OST (2016)